# Windpark Röschenwald
Der Windpark Röschenwald ist ein im Bau befindlicher Windpark im Röschenwald auf der Gemarkung Wolpertswende im Landkreis Ravensburg in Baden-Württemberg.

## Lage
Der Windpark Röschenwald befindet sich auf der Gemarkung Wolpertswende. Im Norden grenzt er an die Gemarkung Zollenreute (Aulendorf), im Osten an Reute (Bad Waldsee) und im Süden an Gaisbeuren (Bad Waldsee) sowie an die Gemarkung Baindt.
In der näheren Umgebung des Windparks liegen verschiedene Wohnplätze, Weiler und Einöden:
- In etwa 750 Metern Entfernung befindet sich der Wohnplatz Röschen.
- Die Wohnplätze Durlesbach, Schindelbach, Vogelplatz und Geiger liegen rund 1250 Meter entfernt.
- In einer Entfernung von etwa 1500 Metern befinden sich die Wohnplätze Neuhaus und Faßmacher.
- Rund 1750 Meter entfernt liegen die Wohnplätze Esbach, Erlen, Schussentobel, Kümmerazhofen und Haller.[1]

## Geschichte
Die Projektentwicklung des Windparks Röschenwald begann 2016 mit einer Ausschreibungsgewinnung durch die WKBO GmbH & Co. KG und ersten naturschutzfachlichen Untersuchungen. Die WKBO ist eine Gesellschaft, die sich dem Ausbau der Windkraft im Regionalverband Bodensee-Oberschwaben widmet und sich aus dem Stadtwerk am See (45 %), den Technischen Werken Schussental (45 %) und den Stadtwerken Bad Saulgau (10 %) zusammensetzt. Aufgrund geänderter Rahmenbedingungen ab 2017 ging die WKBO eine Kooperation mit der ENERCON IPP Deutschland GmbH (später Alterric) ein. Nach intensiver Planung und Öffentlichkeitsbeteiligung in den Jahren 2019 und 2020 wurde der BImSchG-Antrag im Herbst 2022 eingereicht. Die Genehmigung durch das Landratsamt Ravensburg erfolgte am 20. November 2023. Im August 2024 wurde eine Änderungsgenehmigung für den Anlagentyp E-160 EP5 E3 erteilt. Erste Rodungsarbeiten und Baugrunduntersuchungen starteten Ende 2024 nach Teilbaufreigabe. Der Anlagenbau begann im Frühjahr 2025, mit einer geplanten Inbetriebnahme im Frühjahr 2026.

## Anlagen
Der Windpark Röschenwald besteht aus vier ENERCON E-160 EP5 E2 Windenergieanlagen, die eine Gesamtleistung von 22,24 MW erreichen. Jede Anlage hat eine Nennleistung von 5,56 MW und einen Rotordurchmesser von 160 Metern. Die Nabenhöhe beträgt 166,6 Meter, woraus sich eine Gesamthöhe von 246,6 Metern (Nabenhöhe + halber Rotordurchmesser) ergibt.
Die Windräder verfügen über eine Einschaltgeschwindigkeit von 2,5 m/s sowie eine Abschaltgeschwindigkeit von 28 m/s. Sie sind für den Betrieb bei Umgebungstemperaturen von −10 °C bis +40 °C konzipiert. Der Schallpegel der Anlagen liegt im ertrags- und schalloptimierten Betrieb zwischen 98,0 und 106,8 dB(A). Als Generator kommt ein mehrpoliger Synchrongenerator (PMG) mit Luftkühlung zum Einsatz.
| Foto |                 | Baujahr        | Name             | Standort | Beschreibung    | Metadaten                                                | Einzelnachweise |
| ---- | --------------- | -------------- | ---------------- | -------- | --------------- | -------------------------------------------------------- | --------------- |
| BW   | Datei hochladen | Baubeginn 2025 | WEA 1 · Wikidata | Standort | 564,55 m ü. NHN | P84(Architekt): P131(Ort):Wolpertswende Region-ISO:DE-BW | [ 7 ]           |
| BW   | Datei hochladen | Baubeginn 2025 | WEA 2 · Wikidata | Standort | 568,26 m ü. NHN | P84(Architekt): P131(Ort):Wolpertswende Region-ISO:DE-BW | [ 8 ]           |
| BW   | Datei hochladen | Baubeginn 2025 | WEA 3 · Wikidata | Standort | 560,61 m ü. NHN | P84(Architekt): P131(Ort):Wolpertswende Region-ISO:DE-BW | [ 9 ]           |
| BW   | Datei hochladen | Baubeginn 2025 | WEA 4 · Wikidata | Standort | 554,6 m ü. NHN  | P84(Architekt): P131(Ort):Wolpertswende Region-ISO:DE-BW | [ 10 ]          |

## Flora und Fauna
Laut Karten der LUBW (Landesanstalt für Umwelt Baden-Württemberg) befinden sich im Bereich des Windparks verschiedene schützenswerte Arten und Biotope.

### Fauna
Im Umfeld der Windenergieanlagen (WEA) 1 bis 3 wurden das Braune Langohr (Plecotus auritus) und der Weißstorch (Ciconia ciconia) nachgewiesen. Bei WEA 4 kommen zusätzlich die Fransenfledermaus (Myotis nattereri), das Große Mausohr (Myotis myotis), die Zwergfledermaus (Pipistrellus pipistrellus), der Weißstorch (Ciconia ciconia), der Rotmilan (Milvus milvus) und der Schwarzstorch (Ciconia nigra) vor.

### Biotope und Schutzgebiete
Die WEA 1 liegt in geringer Entfernung zu mehreren Biotopen: etwa 85 Meter zum Biotop Toteisloch (19) SO Zollenreute, sowie jeweils rund 140 Meter zu den Biotopen Toteisloch (20) SO Zollenreute und Toteisloch (22) SO Zollenreute. WEA 2 ist etwa 95 Meter von einer Teilfläche des Biotops Toteisloch SO (24) Zollenreute entfernt. WEA 3 befindet sich etwa 120 Meter von einer Teilfläche des Biotops Toteisloch zw. Jägerweg und Schöneibweg und rund 150 Meter vom Biotop Toteisloch (26) SO Zollenreute entfernt. Die WEA 4 liegt zudem direkt im FFH-Gebiet Altdorfer Wald.